# Ndiambour
El Ndiambour o Diambour o Njaambur (wòlof: Njaambur) és una antiga província del Cayor que correspon a grans trets a l'actual regió de Louga, al nord-oest del Senegal. Els seus habitants són majoritàriament wòlofs.

## Història
El primer diaraf (wòlof: jaraaf) del Ndiambour fou Birima Fatim Mbissis Ndiaye que era un príncep del llinatge dels Ndiaye del Djolof. Era el fill de Massamba Waly Dialène que era fill de Dialène Mou Gnoul, el mateix fill de Birima Ndiémé Coumba, burba (‘rei’) de Djolof. Fou doncs un príncep autèntic, però no va accedir al tron del Djolof a causa de la transmissió patrilineal de la corona del Djolof. És per aquesta raó que Massamba Waly Dialène, el seu pare, es va exiliar al Ndiambour que significa literalment ‘el país dels homes lliures’. Els membres de la aristocràcia tiedo s'hi van refugiar amb contacte amb l'islam per escapar a les pràctiques de les moyal o ràtzies que els tiédos continuaven practicant.
Birima Fatim Mbissis doncs, era com el seu nom indica, el fill de Fatim que venia d'una localitat de nom Mbissis (que sembla que ja no existeix avui dia). Per la història, aquest període està marcat per lluites de posicionament pel tron del Kadior o Cayor. L'hereu legítim del tron, el damel-teigne Meissa Teinde Dior Fall, hagué de combatre per accedir al tron a la mort del seu pare. Durant aquesta travessa del desert, va ser assistit en el curs d'aquestes campanyes al Ndiambour per Fatim Mbissis que li va aportar suport logístic i una zona de replegament. Quan va accedir al tron del Cayor, el fill de Fatim Mbissis, Birima Fatim Mbissis, fou elegit diaraf del Ndiambour. Va erigir la seva capital a Keur Boumy, un poble a alguns quilòmetres de Louga. Boumy, en wolof vol dir ‘príncep’.
Meissa Teinde Dior Fall, a la seva mort, va crear al seu torn noves lluites de posicionament al Cayor. El seu fill, Birima Ngoné Latyr Fall va renunciar a l'exercici del poder. Es va comprometre a alliberar els badolos de l'opressió i dels abusos del poder aristocràtic. El seu sentit llegendari de l'alegria i de la pau li va valer el sobrenom de «Borom Mbaboor mi», és a dir ‘el portador d'alegria i de joia’. Es diu que «fu mu yendu kufa yendu, yendoo naan», traduït com «per tot arreu on és, es beu i es menja a voluntat ».
El seu mig germà Lat Dior Ngoné Latyr Diop, després d'un consens, fou elegit damel-teigne; aquest fou el primer damel que va portar el nom de Diop. Aquest període va coincidir amb el moviment d'annexió i penetració francesa. En 1886, el Cayor i les seves diferents províncies van ser annexionades per Louis Faidherbe pel compte de l'Estat francès.
L'hereu de Birima Fatim Mbissis, el comandant Meissa Céllé Ndiaye, i l'hereu de Lat Dior, Mbakhane Lat Dior Diop, foren obligats a estudiar a l'escola dels fills dels caps de Sant Louis, anomenada també «escola dels ostatges».
Meissa Céllé Nidaye va integrar el comandament territorial dels cercles on va servir entre altres a Rufisque. Mbakhane Lat Diop va esdevenir cap de província.